# 徐州幼儿师范高等专科学校
徐州幼儿师范高等专科学校，是一所中华人民共和国教育部批准设置的公立高等专科学校，是江苏省唯一一所幼儿师范专科学校。学校拥有洞山、碧螺山两个校区。
学校有四个系院：学前教育系、音乐舞蹈系、美术系、外语系。